# 아르누완다 3세
아르누완다 3세(Arnuwanda III)는 히타이트 제국(신왕국)의 끝에서 두 번째 왕(제위:기원전 1209년~기원전 1207년)이었다.

## 가족
아르누완다는 투드할리야 4세의 아들이자 하투실리 3세와 푸두헤파의 손자였다. 그의 형제 수필룰리우마 II가 빠르게 계승했다.